# 파페다

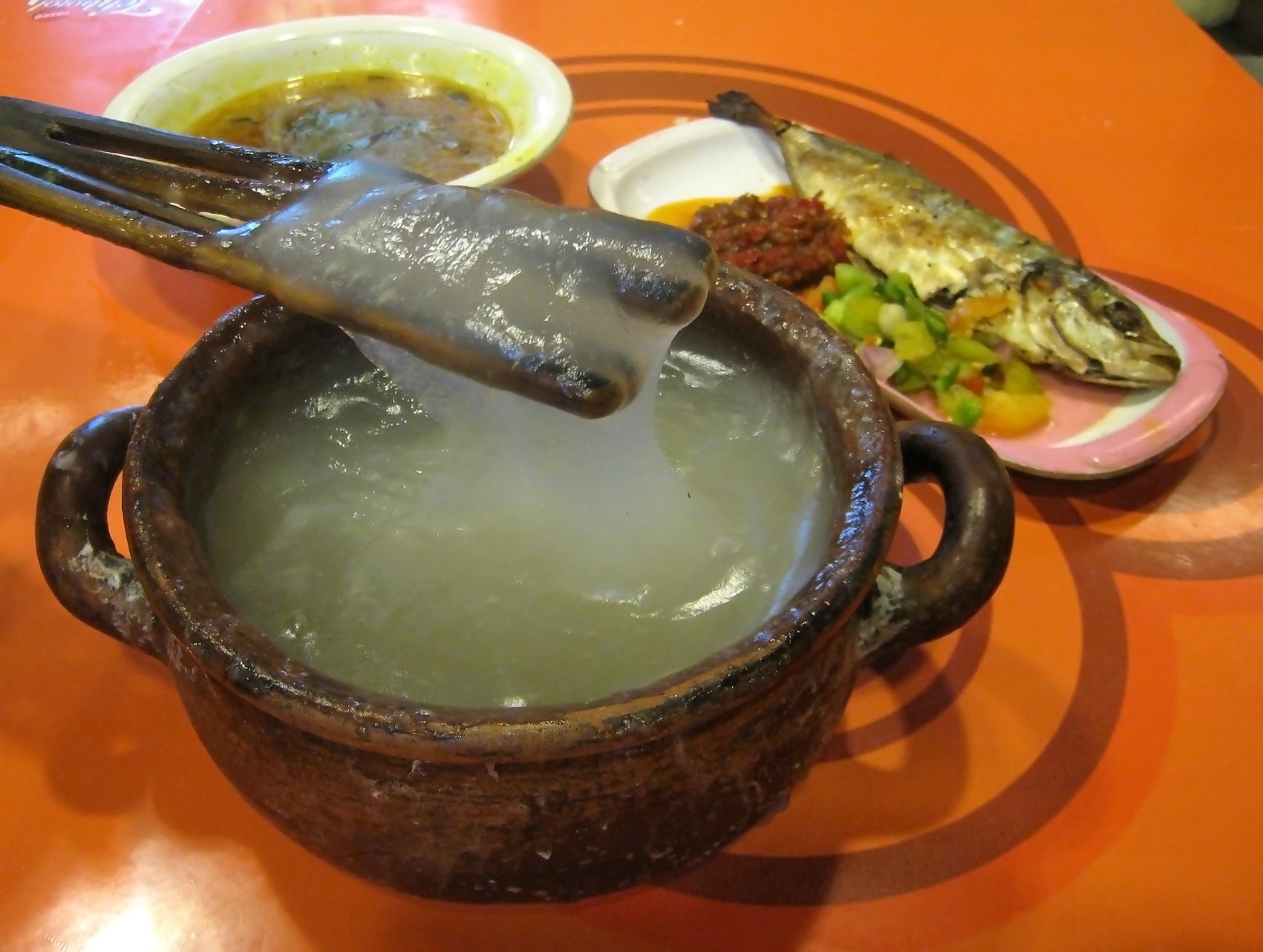

파페다(Papeda, bubur sagu)는 사고 전분으로 만든 일종의 죽이다. 술라웨시, 말루쿠 제도, 파푸아 일부 지역의 동부 인도네시아 토착민의 주식이다. 또한 파푸아 뉴기니에 널리 퍼져 있으며 주식으로 쌀을 선호하는 중서부 인도네시아 요리의 대응 역할을 한다.
전분은 사고 야자 나무의 줄기를 베어 반으로 자르고 줄기의 부드러운 내부 부분인 속을 긁어 조잡한 사고 속 가루를 생성하여 얻는다. 그런 다음 이 밀가루를 물과 혼합하고 압착하여 밀가루에서 전분을 걸러낸다. 여전히 촉촉한 사고 전분은 일반적으로 투망이라고 하는 사고 야자 잎으로 만든 용기에 보관되며, 자연 발효로 인해 너무 산성이 되어 파페다를 만들기에 적합하지 않게 되기 전에 몇 달 동안 보관된다. 품종과 성장 조건에 따라, 사고 나무가 줄기에 충분한 전분을 축적하여 추출하는 노력을 가치 있게 만드는 데 5년에서 10년 이상이 걸릴 수 있다.
파페다는 사고 전분을 물로 요리하고 응고될 때까지 저어 만든다. 접착제와 같은 일관성과 질감을 가지고 있다. 파파야 꽃봉오리 야채(Sayur bunga pepaya)와 물 시금치 볶음(tumis kangkung)은 종종 파페다와 함께 제공되는 반찬 야채로 제공된다.
남부 술라웨시 주로 루우(Luwu)와 타나 토라자(Tana Toraja)에서 카푸룽(Kapurung)은 익힌 사고 죽으로 만들어지며 젓가락이나 포크를 사용하여 집어서 공 모양으로 굴린다. 일반적으로 수프에 콩, 야채 및 생선과 함께 제공된다. 술라웨시 남동부, 특히 시농기(Sinonggi)의 톨라키(Tolaki) 부족에서 사고 죽(sago 죽)은 파페다(Papeda)와 더 유사한 반찬과 별도로 제공된다. 특별히 고안된 나무 막대기로 집어야 한다.
말레이시아 동부 사라왁 주의 멜라나우 요리의 일부인 리누트(linut)라고 불리는 말레이시아와 암부야트(ambuyat)라고 불리는 브루나이에도 비슷한 요리가 있다.

## 같이 보기
- 암부얏